# Richard van Conisburgh
Richard van Conisburgh (Conisbrough Castle, ca. 20 juli 1375 - Southampton, 5 augustus 1415) was een Engels edelman die voor zijn aandeel in het Southampton Plot tegen Hendrik V werd onthoofd.

## Biografie
Richard van Conisburgh werd als tweede zoon geboren van Edmund van Langley en Isabel van Castilië en was daarmee een kleinzoon van Eduard III van Engeland en van Peter I van Castilië. Tussen 1403 en 1404 was hij de commandant van een legertje in Herefordshire en nam hij het op tegen de Welshmen van Owain Glyndŵr. Omstreeks deze tijd kreeg hij ook contact met de familie De Mortimer. Dit resulteerde in 1408 in zijn huwelijk met Anne de Mortimer. In 1406 werd hij geridderd.
In 1414 werd Richard van Conisburgh tot graaf van Cambridge gecreëerd door het parlement. Een titel die eerder in het bezit was geweest van zijn oudere broer Eduard. Ondanks de titel die hij verkreeg, verkreeg hij weinig landerijen en was hij naar verhouding een arme edelman. Zodoende ontbrak het hem aan de middelen om zichzelf uit te rusten voor de invasie in Frankrijk van Hendrik V. Richard van Conisburgh complotteerde daarop samen met Henry Scrope en Thomas Grey om koning Hendrik V van de troon te stoten en te vervangen door Edmund Mortimer. Op 31 juli 1415 verraadde Mortimer het complot aan de koning waarop deze de graaf van Cambridge liet gevangennemen. Dit resulteerde uiteindelijk in zijn onthoofding in Southampton.

## Huwelijken en kinderen
In 1408 huwde Richard van Conisburgh met Anne Mortimer, die via zijn stiefmoeder een nicht van hem was. Het tweetal kregen samen drie kinderen:
- Isabel (1409-1484), huwde met Henry Bourchier
- Hendrik
- Richard van York (1411-1460), hertog van York en vader van Eduard IV en Richard III.

Anne Mortimer overleed kort na de geboorte van Richard en hij hertrouwde daarop met Maud Clifford, dochter van Thomas de Clifford. Zij overleefde hem.

## Voorouders
| Voorouders van Richard van Conisburgh | Voorouders van Richard van Conisburgh                                         | Voorouders van Richard van Conisburgh                                         | Voorouders van Richard van Conisburgh                                         | Voorouders van Richard van Conisburgh                                         | Voorouders van Richard van Conisburgh                                    | Voorouders van Richard van Conisburgh                                    | Voorouders van Richard van Conisburgh                                 | Voorouders van Richard van Conisburgh                                 |
| ------------------------------------- | ----------------------------------------------------------------------------- | ----------------------------------------------------------------------------- | ----------------------------------------------------------------------------- | ----------------------------------------------------------------------------- | ------------------------------------------------------------------------ | ------------------------------------------------------------------------ | --------------------------------------------------------------------- | --------------------------------------------------------------------- |
| Overgrootouders                       | Eduard II van Engeland (1284-1327) ∞ 1308 Isabella van Frankrijk (1292-1258)  | Eduard II van Engeland (1284-1327) ∞ 1308 Isabella van Frankrijk (1292-1258)  | Willem III van Holland (1287-1337) ∞ 1305 Johanna van Valois (1294-1352)      | Willem III van Holland (1287-1337) ∞ 1305 Johanna van Valois (1294-1352)      | Alfons XI van Castilië (1311–1350) ∞ 1328 Maria van Portugal (1313-1357) | Alfons XI van Castilië (1311–1350) ∞ 1328 Maria van Portugal (1313-1357) | Juan García de Padilla (-1350) ∞ María González de Henestrosa (-1356) | Juan García de Padilla (-1350) ∞ María González de Henestrosa (-1356) |
| Grootouders                           | Eduard III van Engeland (1312-1377) ∞ 1328 Filippa van Henegouwen (1314-1369) | Eduard III van Engeland (1312-1377) ∞ 1328 Filippa van Henegouwen (1314-1369) | Eduard III van Engeland (1312-1377) ∞ 1328 Filippa van Henegouwen (1314-1369) | Eduard III van Engeland (1312-1377) ∞ 1328 Filippa van Henegouwen (1314-1369) | Peter I van Castilië (1334-1369) ∞ 1387 María de Padilla (1334-1361)     | Peter I van Castilië (1334-1369) ∞ 1387 María de Padilla (1334-1361)     | Peter I van Castilië (1334-1369) ∞ 1387 María de Padilla (1334-1361)  | Peter I van Castilië (1334-1369) ∞ 1387 María de Padilla (1334-1361)  |
| Ouders                                | Edmund van Langley (1341-1401) ∞ Isabel van Castilië (1355 - 1392)            | Edmund van Langley (1341-1401) ∞ Isabel van Castilië (1355 - 1392)            | Edmund van Langley (1341-1401) ∞ Isabel van Castilië (1355 - 1392)            | Edmund van Langley (1341-1401) ∞ Isabel van Castilië (1355 - 1392)            | Edmund van Langley (1341-1401) ∞ Isabel van Castilië (1355 - 1392)       | Edmund van Langley (1341-1401) ∞ Isabel van Castilië (1355 - 1392)       | Edmund van Langley (1341-1401) ∞ Isabel van Castilië (1355 - 1392)    | Edmund van Langley (1341-1401) ∞ Isabel van Castilië (1355 - 1392)    |
| Richard van Conisburgh (1375-1415)    |                                                                               |                                                                               |                                                                               |                                                                               |                                                                          |                                                                          |                                                                       |                                                                       |